# Annika Barklund
Annika Matilda Barklund, född 12 maj 1987 i Sofia församling, Stockholm, är en svensk röstskådespelare. Hon är dotter till skådespelaren Susanne Barklund.

## Roller
- 1997-2001 - Rasten (röst som Gretchen Grundler)
- 2001 - Rasten: Uppdrag rädda sommarlovet (röst som Gretchen Grundler)
- 2002 - Harry Potter och Hemligheternas kammare (röst som Ginny Weasley)
- 2004 - Harry Potter och fången från Azkaban (röst som Ginny Weasley)
- 2005 - Berättelsen om Narnia: Häxan och lejonet (röst som Susan Pevensie)
- 2005 - Harry Potter och den flammande bägaren (röst som Ginny Weasley)
- 2006-2007 - Avatar: Legenden om Aang (röst som Ty Lee)
- 2006-2009 - Huset Anubis (röst som Nina)
- 2007 - Harry Potter och Fenixorden (röst som Ginny Weasley)
- 2008 - Berättelsen om Narnia: Prins Caspian (röst som Susan Pevensie)
- 2008 - Barbie: Mariposa (röst som Henna)

## Teater

### Roller
| År   | Roll          | Produktion                    | Regi              | Teater   |
| ---- | ------------- | ----------------------------- | ----------------- | -------- |
| 1998 | Barn i staden | Råttfångaren Rikard Bergqvist | Agneta Ehrensvärd | Dramaten |